# Non Opus Dei
Non Opus Dei – polska grupa muzyczna wykonująca black metal, zawierający wpływy tradycyjnego black i death metalu oraz muzyki elektronicznej. Powstała 1997 w Olsztynie z inicjatywy gitarzystów znanych pod pseudonimami K'ris i Klimorh. 
Dwa lata później w olsztyńskim Selani Studio grupa zarejestrowała swój pierwszy album demo zatytułowany Yfel. W 1998 roku ukazał się drugi materiał demo pt. Iliaest nagrany w HDR Studio. 2001 roku nakładem War Is Imminent na płycie CD oraz Maleficiu na kasecie magnetofonowej ukazał się debiutancki album grupy Diabolical Metal, ponownie nagrany w Selani Studio. 
Rok później zarejestrowany został pierwszy minialbum zatytułowany Applied Diabology; ten jednak nie został nigdy opublikowany. W 2002 roku grupa przystąpiła do prac nad swym drugim albumem pt. ...Sem Al Diavol Va Porti Al Mal, który został zrealizowany w olsztyńskim Studio X. Wydawnictwo ukazało się tego samego roku nakładem wytwórni muzycznej Metal Fortress. 
24 października 2005 roku nakładem Pagan Records ukazał się trzeci album Non Opus Dei zatytułowany VI – The Satanachist Credo. W czerwcu 2006 roku zrealizowany w nowym składzie ponownie nakładem Pagan Records ukazał się czwarty album grupy pt. The Quintessence.
W 2007 roku zespół nagrał piąty album zatytułowany Constant Flow. Został on wydany przez Empire Records. Tego samego roku ukazał się ponadto na płycie winylowej, nakładem Czerni Blask Productions, materiał zatytułowany Zima 2005. Było to dziewięć utworów, zarejestrowanych podczas jednej z prób. W czerwcu 2010 roku zespół podpisał kontrakt z wytwórnią muzyczną Witching Hour Productions. 15 września tego samego roku ukazał się album Eternal Circle. Oprawę graficzną wydawnictwa przygotował Bartek Rogalewicz.

## Dyskografia
Albumy studyjne
- Diabolical Metal (2002, War Is Imminent Productions)
- ...Sem Al Diavol Va Porti Al Mal (2004, Metal Fortress)
- VI – The Satanachist Credo (2005, Pagan Records)
- The Quintessence (2006, Pagan Records)
- Zima 2005 (2007, Czerni Blask Productions)
- Constant Flow (2007, Empire Records)
- Eternal Circle (2010, Witching Hour Productions)
- Diabeł (2015, Witching Hour Productions)
- Głód (2019, Pagan Records)

Inne
- Yfel (demo, 1999, wydanie własne)
- Iliaest (demo, 2000, wydanie własne)
- Dziwki dwie (2013, Witching Hour Productions, split z Morowe)